# Tessmanniacanthus
- Commons
- Wikispecies

Tessmanniacanthus Mildbr., 1926, segundo o Sistema APG II, é um gênero botânico da família Acanthaceae

## Espécie
Tessmanniacanthus chlamydocardioides